# Nervus mandibularis

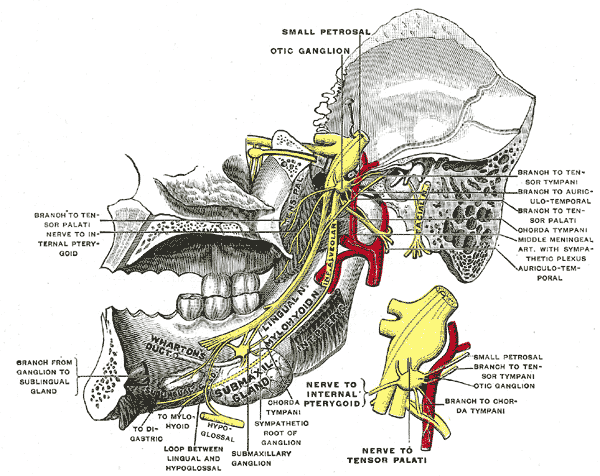
Verlauf des Nervus mandibularis beim Menschen

Der Nervus mandibularis („Unterkiefernerv“, von lateinisch Mandibula „Unterkiefer“) ist der dritte der drei Hauptäste des fünften Hirnnervens, des Nervus trigeminus, und wird mit V3 abgekürzt. Er versorgt sensibel die untere Gesichtsregion und die Zunge, mit motorischen Fasern steuert er die Kau- und Teile der Mundbodenmuskulatur sowie die Spanner des Trommelfells (Musculus tensor tympani) und des Gaumensegels (Musculus tensor veli palatini). Entwicklungsgeschichtlich ist er der erste Kiemenbogennerv.

## Verlauf und Nervenäste
Nach der Passage durch das Ganglion trigeminale, in welchem die sensiblen Nervenzellkörper liegen, verlässt der Unterkiefernerv die Schädelhöhle durch das Foramen ovale (bei einigen Tieren, wie Pferd und Schwein: Incisura ovalis des Foramen lacerum). Unterhalb der Schädelbasis teilt er sich in mehrere Äste. Dabei hat der Unterkiefernerv enge topografische Beziehungen zum Ganglion oticum, das er als Verteilerstation nutzt.

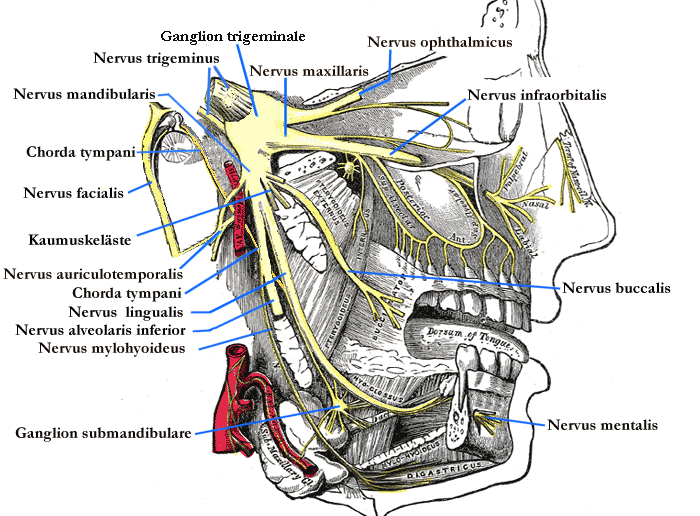
Trigeminus des Menschen

### Ramus meningeus
Der Ramus meningeus (Hirnhautast) zieht mit der Arteria meningea media durch das Foramen spinosum zurück in die Schädelhöhle ein und versorgt die Hirnhäute.

### Kaumuskeläste
- Nervus massetericus (Kaumuskelnerv): versorgt Musculus masseter
- Die Nervi temporales profundi innervieren den Musculus temporalis
- Nervus pterygoideus lateralis und medialis: sorgen für die motorische Innervation der Flügelmuskeln (Musculus pterygoideus medialis und Musculus pterygoideus lateralis). Der mediale Nerv versorgt über den Nervus musculi tensoris veli palatini auch den Gaumensegelspanner und über den Nervus musculi tensoris tympani den Musculus tensor tympani (Trommelfellspanner) im Mittelohr. Beide Nerven passieren ohne synaptische Verschaltung durch das Ganglion oticum.

### Nervus buccalis
Der Nervus buccalis (Backennerv) ist sensibel und versorgt die Schleimhaut der Wangen sowie das Zahnfleisch. Der Nerv hat Verbindungen zum Nervus facialis und führt parasympathische Fasern dieses Nervens zu den Backendrüsen.

### Nervus auriculotemporalis

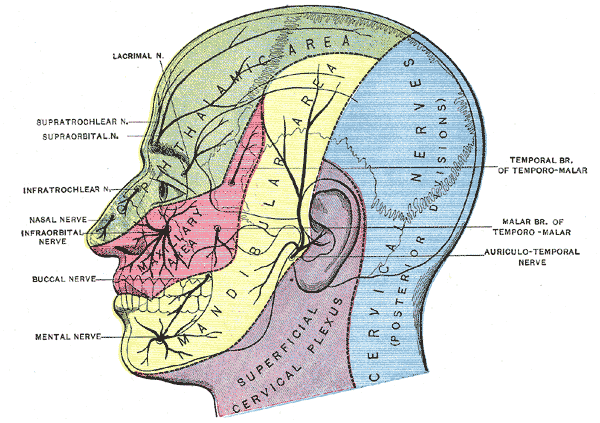
Das sensible Versorgungsgebiet des Nervus mandibularis (gelb) umfasst den Unterkiefer, die Wange und die Schläfe.

Der Nervus auriculotemporalis („Ohr-Schläfen-Nerv“) ist für die sensible Innervation von Ohrmuschel, Teilen des Gehörgangs und Trommelfells sowie der Haut der Schläfe zuständig. Über einen Verbindungsast zum Nervus facialis führt er dessen Rami buccales sensible Fasern zur Versorgung der Massetergegend zu. Zudem hat der Nervus auriculotemporalis Verbindung zum Ganglion oticum, wo er über die Jacobson-Anastomose parasympathische Fasern des Nervus glossopharyngeus empfängt und zur Ohrspeicheldrüse leitet.

### Nervus lingualis
Der Nervus lingualis (Zungennerv) ist für die sensible (Berührung, Schmerz, Temperatur) Versorgung der vorderen beiden Drittel der Zunge zuständig (das hintere Drittel innerviert der Nervus glossopharyngeus). Im Zungennerv laufen auch Geschmacksfasern (sensorische Fasern) aus der Chorda tympani, die die Geschmacksknospen der vorderen beiden Zungendrittel versorgen. Außerdem bekommt er aus der Chorda tympani auch parasympathische Fasern, die im Ganglion submandibulare (bei Tieren als Ganglion mandibulare bezeichnet) umgeschaltet werden und die unteren Speicheldrüsen (Glandulae sublinguales und Glandula mandibularis) versorgen.

### Nervus alveolaris inferior

3D-CT-Aufnahme eines retinierten Weisheitszahns unmittelbar neben dem Nervus alveolaris inferior

Der Nervus alveolaris inferior („Nerv der Unterkieferzahnfächer“) zieht durch das Foramen mandibulae in den Unterkieferkanal und versorgt die Zähne des Unterkiefers. Sein Endast, der Nervus mentalis („Kinnnerv“) versorgt die Haut des Kinns und die Unterlippe.

#### Nervus mylohyoideus
Der Nervus mylohyoideus ist ein Ast des N. alveolaris inferior und wird direkt vor dessen Eintritt ins Foramen mandibulae von diesem abgegeben. Er innerviert motorisch den gleichnamigen Muskel (Musculus mylohyoideus) und den vorderen Bauch des Musculus digastricus sowie sensibel die Haut des Kehlgangs.